# Сичуань Фьорст Сіті
Футбольний клуб «Сичуань Фьорст Сіті» або просто «Сичуань Фьорст Сіті» (кит.: 四川冠城) — колишній китайський професіональний футбольний клуб з міста Ченду, який виступає у Китайській Суперлізі.

## Хронологія назв
- 1953—1993: ФК Сичуань 四川足球队
- 1994—1998: Сичуань Цюаньсин 四川全兴
- 1999: Сичуань Цюаньсин Ландзю 四川全兴郎酒
- 2000: Сичуань Цюаньсин Шуйцзиньфан 四川全兴水井坊
- 2001: Сичуань Шаньтун 四川商務通
- 2002: Сичуань Дахе 四川大河
- 2003—2005: Сичуань Фьорст Сіті

## Історія
З 1953 року клуб існував під назвою «Сичуань» у напівпрофесійному статусі.
8 листопада 1993 року було створено під назвою «Сичуань Цюаньсін» (四川 全兴) і був одним з представників Заходу КНР до того, як з'явився «Ваньгард Хуаньдао» (в даний час називається «Чунцин Ліфан»). У 2002 році «Сичуань Цюаньсін» був проданий «Групі Дахе» (англ. Dahe Group) і перейменований в «Сичуань Дахе». У 2004 і 2005 роках клуб незмінно займав дев'яту сходинку в Суперліги Китаю з футболу.
Однак, в подальшому «Група Дахе» виявилася під впливом іншої команди — «Далянь Шіде». Далі були закиди в нечесній конкурентній боротьбі і команда знову була продана «Групі Гуанчен» (англ. Guancheng Group). Однак при цьому «Далянь Шиде» як і раніше мала вплив на колектив та прийняття рішень. За підсумками розслідування, проведеного Китайської футбольної Асоціацією, клубу було заборонено мати будь-які зв'язки з «Далянь Шиде». У підсумку, 27 січня 2006 року команда була розформована, так як власник «Далянь Шиде» припинив контакти з Футбольної асоціацією Сичуані.

## Досягнення
- Китайська Суперліга
  -  Бронзовий призер (2): 1999, 2000

## Статистика виступів
| Сезон    | 1994 | 1995 | 1996 | 1997 | 1998 | 1999 | 2000 | 2001 | 2002 | 2003 | 2004 | 2005 |
| -------- | ---- | ---- | ---- | ---- | ---- | ---- | ---- | ---- | ---- | ---- | ---- | ---- |
| Дивізіон | 1    | 1    | 1    | 1    | 1    | 1    | 1    | 1    | 1    | 1    | 1    | 1    |
| Місце    | 6    | 10   | 6    | 7    | 5    | 3    | 3    | 4    | 14   | 8    | 9    | 9    |

## Відомі гравці
- Вей Цюнь
- Яо Ся
- Ма Міньюй
- Лі Бін
- Марселу да Сильва Мармелу
- Даніель Наннскуг
- Фуад Анвар
- Марко Йованович
- Хуан Феррері

## Відомі тренери
Список головних тренерів клубів з моменту отримання професіонального статусу:
- Милош Хрстич (1998)
- Чи Шаньбін (1998)
- Едсон Тавареш (1999)
- Милош Хрстич (2000)
- Боб Хафтон (2001)
- Хю Хонг (2003—2004)